# Roland Horvath
Roland Horvath (* 28. Juni 1945 in Wien) ist ein österreichischer Hornist.

## Leben
Nach Ablegung der Matura mit Auszeichnung an der Theresianischen Akademie in Wien studierte Horvath Mathematik und Musikerziehung in Wien. Die Lehramtsprüfung legte er 1967/70 ab und erhielt den Titel Magister rer. nat.
Vom Schuljahr 1967/68 bis 2009/2010 unterrichtete er die Fächer Mathematik und Musikerziehung. 1970 bis 1973 war er Hochschulassistent für Analytische Musiktheorie an der Hochschule für Musik und darstellende Kunst Wien.
Von 1957 (?) bis 1975 studierte Horvath an der Hochschule für Musik und darstellende Kunst mit Schwerpunkt Horn bei Gottfried von Freiberg, Leopold Kainz und Josef Veleba. 1966 legte er Reifeprüfung aus Horn, 1975 die Lehrbefähigungsprüfung aus Horn ab. 1965 bis 1966 war er als Hornist im Großen Wiener Rundfunkorchester tätig, seit 1966 an der Staatsoper Wien sowie seit 1981 Mitglied der Wiener Philharmoniker.
Seit 1981 ist er der Präsident des Wiener Waldhornvereins, 1985 bis 1990 war er außerdem Archivar der Wiener Philharmoniker.
Seit 1985 leitet Horvath den Wiener Waldhornverein-Verlag. Von 1987 bis 1993 war er Mitglied des Advisory Council der International Horn Society, 1991 bis 1992 Vizepräsident der Organisation.
Seit 1967 spielt er neben der Orchesterarbeit in Österreich, Deutschland, Schweiz, Frankreich, Niederlande, England, Schottland, Kroatien, Tschechien, Slowakei, Polen, Finnland, USA, Mexico, Cuba, Japan und Philippinen auch bei zahlreichen Solokonzerten.
Horvath war Vortragender und Solist bei Symposien in Klagenfurt 1982, London 1983, Wien 1983, Baltimore/MD 1985, Innsbruck 1986, Valkeakoski/Finnland 1987, Potsdam/NY 1988, Wien 1988, München 1989, Wien 1990, Charleston (Illinois)/IL 1990, Schlosshof/NÖ 1990, Denton/TX 1991, Baden/NÖ 1993, Pasadena/CA 1994, Havanna/Kuba 1994, New York/NY 1994, Philadelphia/PA 1994, Washington/DC 1994, Amsterdam 1995, Cebu/Philippinen 1995, Dumaguete/Philippinen 1995, Cagayan de Oro/Philippinen 1995, Manila 1995, Baden/NÖ 1995.
Horvath ist Verfasser zweier Kompositionen sowie etlicher Arrangements und spielte häufig bei Uraufführungen zeitgenössischer Werke für Horn. Er ist Mitglied der katholischen Studentenverbindung K.Ö.H.V. Amelungia Wien (seit 1963) und KAV Bajuvaria Wien (seit 1985), beide im ÖCV, und Bandphilister der K. Ö. L. Josephina Wien im Akademischen Bund Katholisch-Österreichischer Landsmannschaften.
Sein Bruder war der Physiker Helmuth Horvath (1941–2022).

## Meisterkurse
- Kobe/Japan 1987
- Hongkong 1989
- Breslau/Wrocław/Polen 1989
- Wien 1992
- Pasadena/CA 1994
- Havanna/Cuba 1994
- Vösendorf/NÖ 1994
- New York/NY1994
- Philadelphia/PA 1994
- Washington/DC 1994
- Cebu/Philippinen 1995
- Manila 1995